# 菲利普·吉布斯

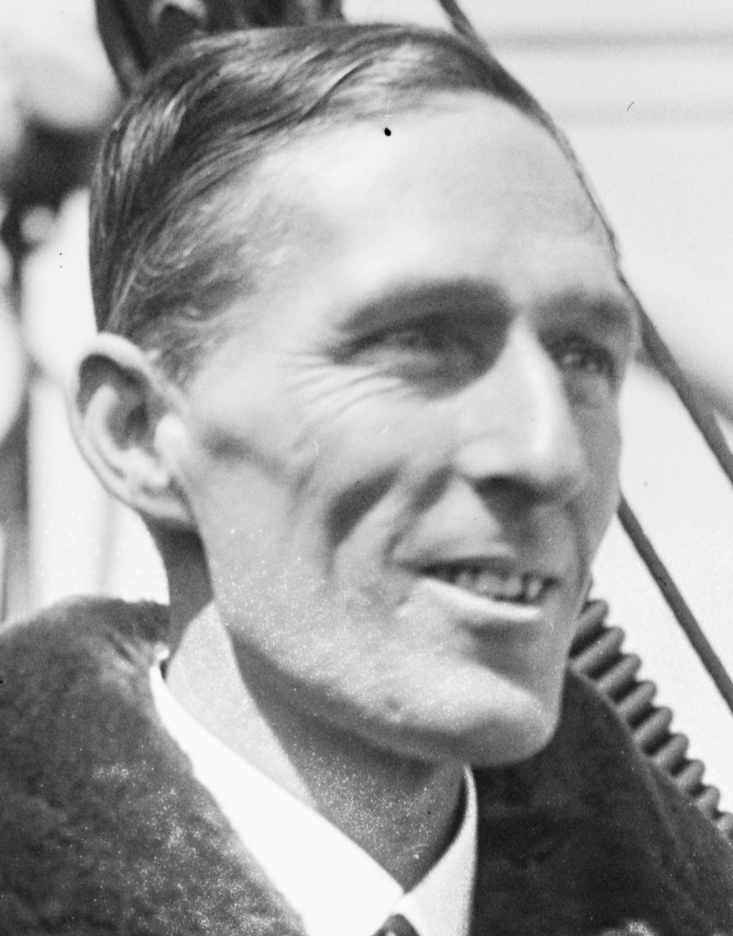
菲利普·吉布斯

菲利普·吉布斯爵士（Sir Philip Gibbs，1877年5月1日—1962年3月10日），第一次世界大戰期間，英國五位官方播報員之一，作家。